# Pseudoneureclipsis hataya
Pseudoneureclipsis hataya is een schietmot uit de
familie Dipseudopsidae. De soort komt voor in het Oriëntaals gebied.